# 蒙塞拉特 (巴伦西亚省)
蒙塞拉特，是西班牙巴伦西亚自治区巴伦西亚省的一个市镇。总面积46平方公里，总人口3386人（2001年），人口密度74人/平方公里。

## 友好城市
- 法國 杜尔当